# معاهدة اللجوء السياسي والملجأ
معاهدة اللجوء السياسي والملجأ هي معاهدة متعددة الأطراف بشأن قانون اللجوء السياسي واللاجئين. تم التوقيع عليها في مونتيفيديو في 4 أغسطس 1939 ودخلت حيز التنفيذ في 29 ديسمبر 1954.
تعتمد المعاهدة على معاهدة القانون الجنائي الدولي التي اعتمدها المؤتمر الأول لأمريكا الجنوبية للقانون الدولي الخاص في مونتيفيديو في 23 يناير 1889، وتتضمن المبادئ المقبولة بالفعل بسبب المواقف التي حدثت منذ عام 1889 حتى عام 1939.

## الدول الأعضاء
حسب ترتيب ظهورها في ديباجة المعاهدة:
- بيرو
- الأرجنتين
- أوروغواي
- بوليفيا
- باراغواي
- تشيلي